# Marco Adami
Marco Adami (Roma, 15 marzo 1976) è un compositore, paroliere e arrangiatore italiano.

## Biografia

### Anni novanta
Dopo gli studi di chitarra classica e di canto con i Maestri Angelo Marenzi e Luigi Rumbo, dopo esperienze nelle band giovanili e dopo aver partecipato come cantautore a importanti concorsi nazionali come Festival di Castrocaro e Sanremo Famosi, a 17 anni viene notato dal compositore Bruno Zambrini, che diventa suo maestro, mentore e produttore discografico. Sotto la sua cura, nel 1995 ottiene la sua prima pubblicazione in un disco per la Fonit Cetra, il brano si intitola Tu cosa vuoi ed è eseguito dal cantante e chitarrista toscano Fabrizio Pieraccini. Pubblica poi il singolo Canzone per la mia ex ragazza. Il brano, arrangiato da Andrea e Paolo Amati, diventerà uno dei tormentoni dell'inverno 1996. Partecipa in quel periodo, come ospite, alle più importanti trasmissioni televisive, quali Buona Domenica con Fiorello e Maurizio Costanzo, Help con Red Ronnie, Mattina in famiglia, Superclassifica Show con Gerry Scotti, Tappeto volante con Luciano Rispoli, A casa con radio Italia con  Franco Nisi, HIt Hit con i Ragazzi Italiani e molte altre.
Seguirà la pubblicazione di altri singoli come Pizzica la corda, Colpo di fulmine ed È si o no? che confluiranno nel suo primo album Colpo di Fulmine.
Nel 1997 con il brano È si o no? si classifica al secondo posto al primo Star Festival di Montecarlo.
I singoli Canzone per la mia ex ragazza ed È sì o no? vengono inseriti nella colonna sonora del film Cucciolo, con Massimo Boldi e Claudia Koll.
Segue un grande tour radio in tutta Italia. Nel 1998 per la Bmg Ricordi pubblica i singoli L'estate è e Una come te. Quest'ultimo singolo verrà  riarrangiato e ripubblicato nel 2018 dal cantante Malandrino.

### Anni duemila
Nel 2000 rescinde il contratto con la BMG e pone di fatto fine alla sua attività di cantante. Dopo aver svolto il servizio civile, continua a lavorare come autore, arrangiatore e turnista. Nel 2001 si esibisce in una serie di concerti in giro per l'Italia con il cantautore Vincenzo Incenzo.
Nel 2003 incide la parte di chitarra classica nel brano Chi sei non lo so, presentato al Festival di Sanremo da Verdiana. L'anno dopo si esibisce a Gerusalemme e Betlemme davanti a un pubblico misto di palestinesi ed israeliani in due concerti di chitarra classica organizzati dal giornalista Gianni Giovannetti, la Regione Umbria e il Consolato generale d'Italia in Gerusalemme, eseguendo anche due brani di sua composizione.
Nel 2005 apre a Roma il suo studio di registrazione, il quale ospiterà grandi nomi della musica italiana ed internazionale. In questi anni collabora con nomi quali Marco Masini, Amedeo Minghi, Corona (cantante), Ice MC, Tony Hadley, Francesco Pannofino, Luisa Corna, Geoff Westley, Don Byron, Steven Bernstein , i Farias, Mariella Nava, Stefano Borgia (cantante) e moltissimi altri.
Nel 2006 è di nuovo al Festival di Sanremo con la produzione in studio del brano Un mondo senza parole presentato nella sezione giovani da Monia Russo. Nel 2008 produce l'album di debutto Nanù del tenore Massimiliano Drapello, con il quale parteciperà ad una serie di eventi negli Stati Uniti.

### Anni duemiladieci
Nel 2010 produce il brano Animo Mineros insieme a Vincenzo Incenzo, una preghiera in musica rivolta ai minatori intrappolati a 600 metri di profondità nella miniera di San José, in Cile. Nello stesso anno arrangia il brano 27 secondi, eseguito dai Nuove Tribù Zulu con il featuring di MC Shark ed inserita come colonna sonora dell'omonimo documentario dedicato alle vittime del terremoto dell'Aquila del 2009 e trasmesso su Rai 3 il 6 aprile 2010, a un anno esatto dalla tragedia.
Con Stefano Camilloni forma il duo dance Club 49 e con i featuring di Malandrino e Gabriella Martinelli produce svariati brani inseriti nelle compilation dance Hitmania ed Eurodance.
Nel 2012 firma con Bruno Zambrini e Fausto Brizzi il singolo Com'è bello far l'amore, cantato da Patty Pravo e inserito nella colonna sonora dell'omonimo film; il brano varrà alla cantante veneziana il Globo d'oro 2012.
Nel 2013, per la produzione di Alfredo Saitto, arrangia per la cantautrice toscana Giulia Pratelli i singoli Piccole Donne (scritto per lei da Grazia Di Michele), Scegli il meglio (firmato da Enrico Ruggeri) e Cartoline; nello stesso anno la accompagna alla chitarra durante il tour teatrale di Marco Masini, del quale è ospite fissa. L'anno successivo arrangia l'album Vita che torni dello storico cantautore Ernesto Bassignano . Per Bassignano sarà anche Bandleader e chitarrista nel tour di presentazione del disco in giro per L'italia.
Nel 2015 torna a collaboratore con Giulia Preatelli per l'arrangiamento del singolo Un bellissimo film, brano finalista di Area Sanremo ed inserito nella omonima compilation. Nello stesso anno coproduce e arrangia con Lino Rufo il brano Ti amo da morire, il cui titolo deriva dall'omonima campagna di sensibilizzazione contro il femminicidio al quale è collegato e della quale si fa veicolo. Partecipano alla registrazione numerosi importanti artisti quali Rossella Seno, Edoardo De Angelis, Harold Bradley, Ernesto Bassignano, Erminio Sinni, Alessandro Errico, Erica Boschiero, Linda D e Roberta Orrù.
Nel 2015 si trasferisce con la moglie, la modella e fotografa Marcella D'Angelo Adami, nella regione austriaca del Vorarlberg, dove hanno aperto uno studio di registrazione, che negli anni a seguire ha ospitato altri importantissimi nomi, come Roberto Blanco, il produttore Al Walser, la cantante Rhina Restrepo, Gustl Grabher e Wolfgang Frank.
Insieme a Francesco Pannofino e Lino Rufo è autore del singolo Ciak, interpretato dallo stesso Pannofino e inserito nell'album Io vendo le emozioni, registrato e arrangiato da Adami.
Nel 2016 scrive insieme a Marco Masini e Antonio Iammarino il brano La borsa di una donna, interpretato da Noemi al Festival di Sanremo 2016; il brano, nella versione interpretata da Marco Masini, è inserito anche nell'album del 2017 Masini in concerto. Nello stesso anno registra l'album Vegetalia del cantautore pugliese Luca De Nuzzo.
È autore della sigla del programma televisivo Italian Diary, in onda su Rai Gulp.
Nel 2018 partecipa alla registrazione dell'album Credo di Vincenzo Incenzo, per la produzione di Renato Zero. Viene inoltre pubblicato l'album La rivoluzione dell'onestà  del cantautore romano Davide Mottola, per il quale Adami cura gli arrangiamenti dei brani In questa strada, Fragile e Nella notte più importante che c'è.
Nel 2020 Scrive con Bruno Zambrini e Marcella D'Angelo Adami il brano Semplicemente complicata, singolo della colonna sonora del film di Fausto Brizzi La mia banda suona il pop, interpretato da Christian De Sica, Massimo Ghini, Angela Finocchiaro e Paolo Rossi. Nella stessa colonna sonora sono presenti i brani Cose infinite, scritta con Zambrini, Paolo e Andrea Amati ed eseguita dal quartetto protagonista del film sul palco del Festival di Sanremo 2020, e L'universo sotto la pelle scritta con Bruno Zambrini ed interpretata da Christian De Sica.
È autore inoltre di due brani interpretati dall'artista coreano Choi Sung Soo.

## Vita Privata
È sposato con la modella, fotografa e videomaker di origini siciliane Marcella D'Angelo Adami. I due lavorano nel loro studio di registrazione e fotografico in Austria. Insieme hanno una figlia di 4 anni, Giulia e due figli di 20 e 16 anni, Gerhard e Matteo, avuti dal precedente matrimonio della moglie.

## Discografia parziale

### Album
- 1997 - Colpo di fulmine

### Singoli
- 1996 - Canzone per la mia ex ragazza

### Collaborazioni
- 1995 – Fabrizio Pieraccini (con Fabrizio Pieraccini)
- 1998 – Parlami ancora (con Nancy Cuomo)
- 2003 – Chi sei non lo so (con Verdiana)
- 2006 – Un mondo senza parole(con Monia Russo)
- 2008 – Mondo fisico (con Mao)
- 2008 – Nanù (con Massimiliano Drapello)
- 2009 – Drink it all (con Wasthead)
- 2010 – Nomadic Orchestra of the World (con Nuove tribù zulu)
- 2010 – Il giudizio di Eleonora (con Il giudizio di Eleonora)
- 2011 – Il cantacronache (con Luca Bussoletti)
- 2011 – Aria di Roma (con Nancy Cuomo)
- 2011 – Nives (con Primaluce)
- 2011 – Fast (con Gianluca Grossi)
- 2012 – Com'è bello far l'amore (con Patty Pravo)
- 2012 – Eurodance 33 (con Malandrino)
- 2014 – Vita che torni (con Ernesto Bassignano)
- 2015 – Io vendo le emozioni(con Francesco Pannofino)
- 2015 – Mondi diversi (con Rita Ciancio)
- 2016 – Cuore d'artista (con Noemi)
- 2016 – Sanremo compilation (con Noemi)
- 2016 – Vegetalia (con Luca De Nuzzo)
- 2017 – Masini in concerto (con Marco Masini)
- 2018 – La rivoluzione dell'onestà (con Davide Mottola)
- 2019 – Lebe und liebe (con Maurizio Ruta)
- 2019 – Changing of the guards (con Rhina Restrepo)
- 2019 – Der zauber im Wald (con Christine Truegler)
- 2020 – La mia banda suona il pop (con Christian De Sica, Massimo Ghini, Angela Finocchiaro, Paolo Rossi)
- 2020 – inCanto (con Rita Ciancio)

## Canzoni scritte per altri (parziale)
- 1995 – Fabrizio Pieraccini Tu cosa vuoi
- 2010 – Il giudizio di Eleonora Era inevitabile
- 2012 – Patty Pravo Com'è bello far l'amore
- 2016 – Noemi La borsa di una donna
- 2018 – Malandrino Una come te
- 2020 – De Sica, Ghini, Finocchiaro, Rossi Semplicemente complicata (Tu Turuturu)
- 2020 – De Sica, Ghini, Finocchiaro, Rossi Cose infinite
- 2020 – Christian De Sica L'universo sotto la pelle

## Tournée
- 1997 – Colpo di fulmine radio tour
- 1998 – L'estate è tour
- 2012 – la mia storia piano e voce Masini
- 2014 – Vita che torni tour Ernesto Bassignano
- 2014 – Neapolitown tour